# Audio Verlag München
Der Audio Verlag München (abgekürzt avm in Eigenschreibweise) ist ein deutscher Hörbuchverlag mit Sitz in München. Er wurde 2018 von der Münchner Verlagsgruppe errichtet. Diese ist seit 2017 eine Tochtergesellschaft des schwedischen Medienkonzerns Bonnier.
Der Audio Verlag München veröffentlicht Biografien und humoristische Werke ebenso wie Ratgeber zur persönlichen Entwicklung. Das Programm wird ergänzt durch verschiedenste Titel aus Bereichen der Gesundheit, Wirtschaft und Politik.